# او-۵۱۱
او-۵۱۱ (به آلمانی: U 511) یک او-بوت گونه ۷سی بود که ساخت آن سال ۱۹۴۲ تکمیل شد و در جریان جنگ جهانی دوم در کریگس‌مارینه خدمت کرد.

## تاریخچه عملیاتی
او-۵۱۱ به فرماندهی ناوبان یکم فریتس شنیوینت روز ۳۱ دسامبر سال ۱۹۴۳ از لوریان راهی دریا شد. مأموریت آن پیوستن به گروه او-بوت‌ های دِلفین در ناحیه بین جزایر قناری و آزور بود. این گروه از جانب فرماندهی عالی بر سر راه کاروان نفت‌کش‌های بریتانیایی تی‌ام ۱ کمین کرده بود. او-۵۱۱ در منتهی‌الیه شمالی خط گشت‌زنی قرار گرفت و احتمال کمی وجود داشت که فعالانه با کاروان درگیر شود. در همین حال، کشتی باری ۵٬۰۰۰ تنی بریتانیایی ویلیام ویلبِرفورس به تنهایی از آفریقای غربی به سمت سواحل شرقی ایالات متحده می‌رفت که به صورت اتفاقی در قسمت او-۵۱۱ با خط گروه دِلفین مواجه شد. او-۵۱۱ از دور دکل این کشتی را اندکی پیش از غروب روز ۹ ژانویه سال ۱۹۴۳ در ۸۰۰ کیلومتری غرب جزایر قناری مشاهده کرد. شنیوینت احتمالاً به این تصور که کاروان تی‌ام ۱ را دیده است، به سمت این کشتی رفت تا به آن حمله کند. هوا کاملاً تاریک شده بود که او-۵۱۱ به نزدیکی هدف خود رسید. زیر آسمان مهتابی کشتی به خوبی دیده می‌شد. شنیویت دو اژدر جلویی خود را سمت کشتی شلیک کرد. حدود ساعت ۸ شب هر دو اژدر از طرف راست به کشتی خورد و در عرض حدود ۱۰ دقیقه آن را غرق کرد. انفجار قایق‌های نجات سمت راست از بین برد. سرنشینان سوار دو قایق نجات باقی‌مانده در سمت چپ شدند. او-بوت در نزدیکی قایق‌ها به روی آب آمد و فرمانده از بازماندگان سوالاتی درباره مبدأ و مقصد و بار کشتی کرد. پیش از آن او-بوت دوباره به زیر آب برود، موقعیت به آن‌ها اعلام و قول داده شد وضعیت آن‌ها گزارش شود. قایق‌ها برای نجات خود به آرامی به سمت جزایر قناری در ۸۰۰ کیلومتری شرق رفتند. پس از پنج روز پارو زدن، از سر خوش‌شانسی، با کشتی بخار اسپانیایی مونته آنابِل برخورد کردند و بازماندگان از آب گرفته شدند.